# Cantorchilus superciliaris
Cantorchilus superciliaris е вид птица от семейство Troglodytidae.

## Разпространение
Видът е разпространен в Еквадор и Перу.